# Acisoma trifidum
Acisoma trifidum – gatunek afrykańskiego owada z rzędu ważek i rodziny ważkowatych (Libellulidae).

## Występowanie
Kraje, w których odnotowano jego obecność, to Angola, Benin, Demokratyczna Republika Konga, Gabon, Gambia, Ghana, Gwinea, Gwinea Bissau, Gwinea Równikowa, Kamerun, Kongo, Liberia, Nigeria, Republika Środkowoafrykańska, Rwanda, Sierra Leone, Togo, Uganda, Wybrzeże Kości Słoniowej i Zambia. Być może występuje też w Burundi, Kenii, Tanzanii i Senegalu.
Jego siedlisko to, w odróżnieniu od pokrewnego rodzaju Acisoma panorpoides, zalesione bagna.

## Status
Głównym zagrożeniem dla gatunku jest osuszanie bagnistych terenów, na których żyje.